# Stade Geoffroy-Guichard
Stade Geoffroy-Guichard – stadion piłkarski w Saint-Étienne (dzielnica Carnot Le Marais, w północnej części miasta), z czterema trybunami o łącznej o pojemności 41 965 miejsc (7. miejsce wśród tego typu aren we Francji), domowy obiekt AS Saint-Étienne. Wybudowany w latach 1930–1931, a następnie kilkukrotnie przebudowywany (główne rozbudowy: 1936–1938, 1956–1957, 1968, 1976, 1984, 1997–1998, 2007, 2011–2014).
Na stadionie tym rozgrywano pojedynki czterech wielkich turniejów piłkarskich: Mistrzostw Europy 1984 (2 spotkania), Mistrzostw Świata 1998 (6 meczów), Pucharu Konfederacji 2003 (5 pojedynków) oraz Mistrzostw Europy 2016 (4 spotkania). W 2007 odbyły się na nim 3 spotkania Pucharu Świata w Rugby.

## Historia
Do końca lat 20. XX wieku, w miejscu obecnej areny piłkarskiej, znajdowało się wysypisko odpadów komunalnych, a wcześniej kopalnia węgla. 19 maja 1930 teren ów (o powierzchni 40 000 m²) nabył lokalny biznesmen – Geoffroy Guichard (założyciel i właściciel sieci handlowej Groupe Casino), z przeznaczeniem pod budowę obiektu sportowego. Roboty budowlane rozpoczęto we wrześniu 1931, a zakończono po niespełna roku. Pierwsza trybuna, zdolna pomieścić 1000 osób, stanęła nakładem 600 tys. franków. Inauguracyjnym, oficjalnym meczem na nim zorganizowanym było – rozegrane 17 września 1931 – ligowe spotkanie, pomiędzy AS Saint-Étienne, a nieistniejącym już FAC Nice, zakończone zwycięstwem gospodarzy 3:2. W ciągu niespełna roku powstały również nasypy na łukach, gdzie gromadzili się kolejni widzowie. W latach 1936–1938 stadion przeszedł pierwszą rozbudowę, osiągając rozmiar 15 tys. miejsc. W 1957 usunięto bieżnię, a rodzina Guichardów przekazała obiekt miastu, by samorząd sfinansował rozbudowę (powiększono trybuny, przybliżając je bliżej boiska). W 1965 zostało zainstalowane sztuczne oświetlenie, w 1968 zadaszono obydwie trybuny za bramkami, a w 1976 pozostałe dwie trybuny. Kolejna wielka zmiana przyszła przy okazji organizacji Euro 1984. Powstała wtedy główna trybuna zachodnia z dwoma poziomami, a dwie trybuny za bramkami rozbudowano i wybudowano na nimi nowy dach. W 1983 nad południową trybuną zawieszono poszycie z pleksiglasu, by światło dochodziło do boiska, co wówczas było rozwiązaniem innowacyjnym w skali świata. Znaczne zmiany obiekt przeszedł przed mundialem 1998 – zachodnia trybuna została rozbudowana o nowe zaplecze, a trybuna wschodnia o nowy drugi poziom. Ponadto zamontowano zupełnie nowy system oświetlenia, dlatego pod względem standardu stadion był w ścisłej francuskiej czołówce. W latach 2011–2014, trybuna po trybunie, rozbudowano sektory za bramkami (drugi poziom widowni), przebudowę przeszła zachodnia strefa VIP, a dwa z czterech narożników zostały zabudowane. Całość obiektu została obłożona perforowaną blachą trapezową, a łączny koszt modernizacji wyniósł około 70 mln €.
Dotychczasowy rekord frekwencji został ustanowiony 11 maja 1985, podczas pierwszego meczu ćwierćfinałowego Pucharu Francji sezonu 1984/1985 AS Saint-Étienne z Lille OSC (1:0), który obejrzało 47 747 widzów.

## Trybuny
- trybuna północna (trybuna Charlesa Pareta) – 8541 miejsc,
- trybuna południowa (trybuna Jeana Snelli) – 8767 miejsc,
- trybuna zachodnia (trybuna Pierre'a Fauranda, trybuna główna) – 7993 miejsc (18 lóż z 1200 miejscami dla VIP-ów),
- trybuna wschodnia (trybuna Henriego Pointa) – 10 315 miejsc (w tym 1200 miejsc dla kibiców gości).

## Pojemność trybun
- 1800 miejsc (1931)
- 5000 miejsc (1935)
- 15 000 miejsc (1938)
- 30 000 miejsc (1957)
- 39 570 miejsc (1968)
- 48 274 miejsc, w tym 22 200 siedzących (1984)
- 35 616 miejsc siedzących (1998)
- 41 965 miejsc siedzących (2015)